# Atalanta (Händel)
Atalanta (HWV 35) è un'opera pastorale in tre atti di Georg Friedrich Händel composta nel 1736. È basata sulla mitologica atleta Atalanta; il libretto in italiano è derivato dal libro La Caccia in Etolia di Belisario Valeriani. L'identità del librettista è sconosciuta.
Händel la compose nel 1736, per le celebrazioni a Londra del matrimonio di Federico, principe del Galles, figlio maggiore del re Giorgio II, con la principessa Augusta di Sassonia-Gotha-Altenburg. La prima rappresentazione ebbe luogo il 12 maggio 1736 al Covent Garden Theatre e terminò con una spettacolare esibizione di fuochi d'artificio, uno spettacolo molto popolare per la famiglia reale ed il pubblico di Londra; sia l'opera che i fuochi d'artificio furono rifatti un certo numero di volte durante l'anno della prima esecuzione.
Un arioso dell'opera, "Care selve", viene spesso eseguito nei concerti o compreso nelle registrazioni.

## Contesto e analisi

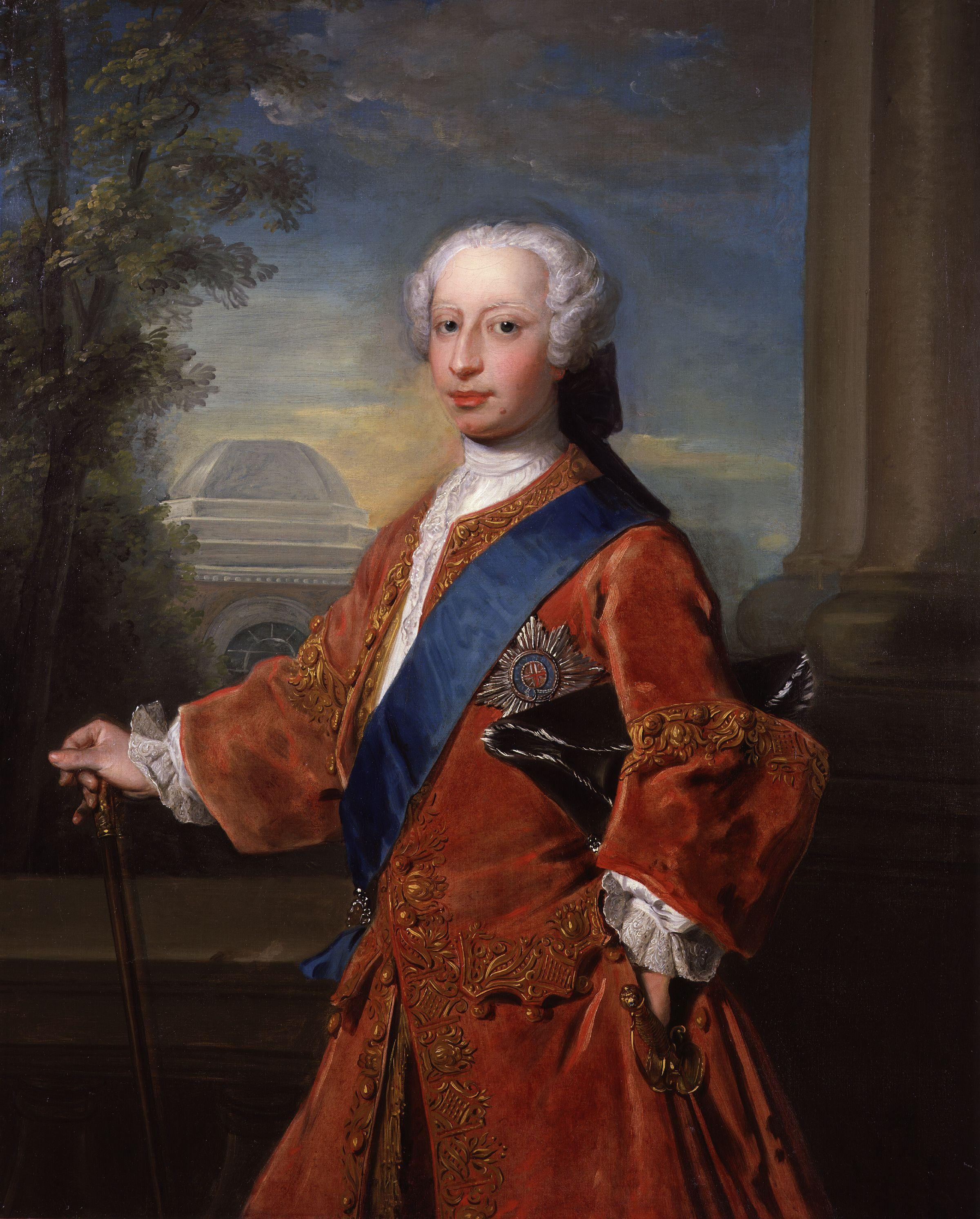
Federico, principe del Galles di Philip Mercier.

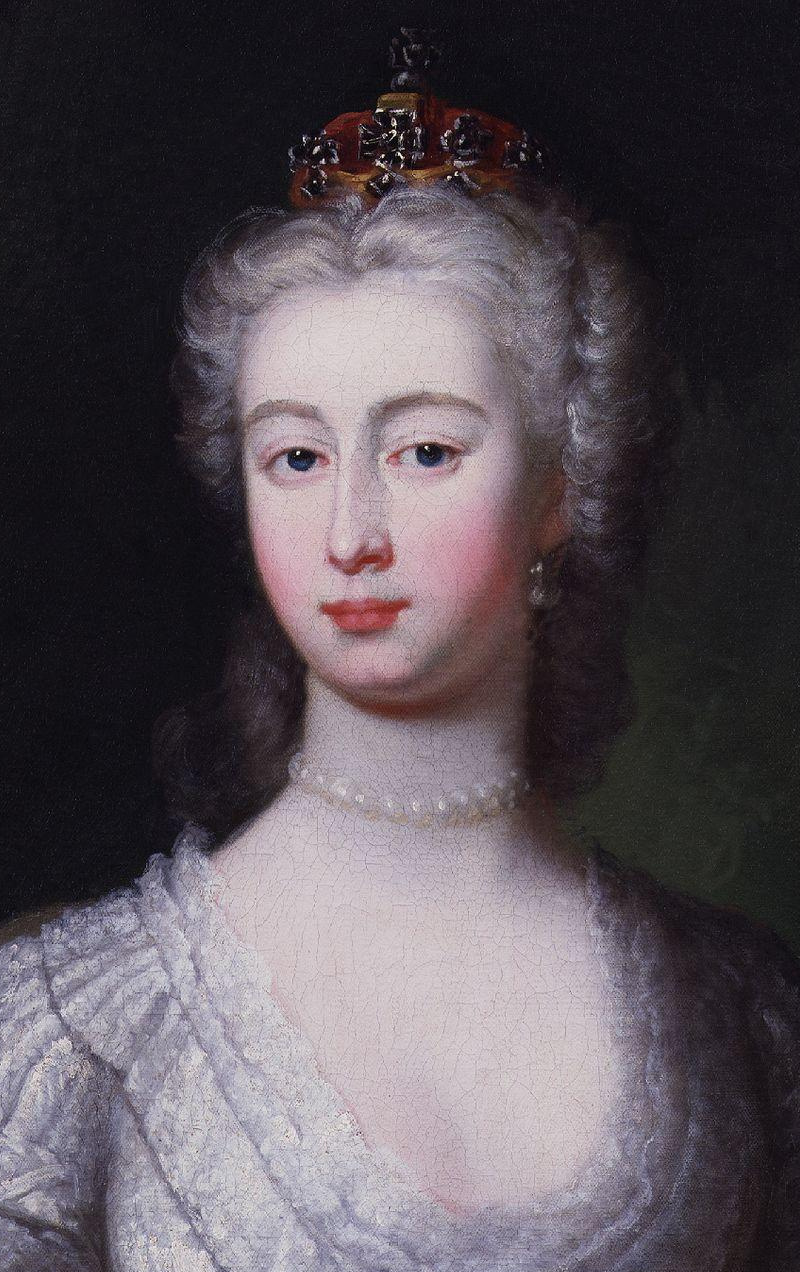
Augusta di Sassonia-Gotha-Altenburg, Principessa del Galles, di Charles Philips.

Händel, di origine tedesca, portò l'opera italiana sui palcoscenici di Londra per la prima volta nel 1711 con la sua opera Rinaldo, che ebbe un successo tale da creare una vera e propria mania a Londra per le opere serie italiane, una forma di spettacolo che faceva perno quasi soltanto sulle arie solistiche di bravura interpretate dai cantanti virtuosi, le star dell'epoca. Handel presentò nuove opere a Londra per molti anni con grande successo. Una delle principali attrazioni delle opere di Händel fu il castrato Senesino il cui rapporto con il compositore era spesso burrascoso e che alla fine abbandonò a compagnia di Händel per passare con la rivale Opera della Nobiltà, fondata nel 1733. Händel si spostò in un altro teatro, il Covent Garden e ingaggiò diversi nuovi cantanti, ma non c'era abbastanza pubblico d'opera a Londra, o sostenitori aristocratici e ricchi per sostenere due teatri d'opera in una sola volta e ad un certo punto entrambe le compagnie d'opera si trovarono in gravi difficoltà.
La stagione primaverile di Handel del 1736 fu più breve del solito, probabilmente a causa di queste difficoltà, ma quando fu annunciato il matrimonio del principe di Galles Händel preparò un'opera per celebrarlo. Atalanta era un lavoro più leggero e celebrativo di molte altre sue opere serie, sulla stessa linea del suo popolarissimo pezzo Il Pastor Fido che aveva recentemente ripreso. Atalanta non era ancora pronta il giorno del matrimonio reale, il 27 aprile 1736, e fu eseguito la prima volta il 12 maggio. Il Principe di Galles, uno dei principali sponsor della rivale compagnia l'Opera della Nobiltà e la sua nuova sposa non parteciparono alla prima esecuzione, ma i suoi genitori, il re e la regina lo fecero.
I festeggiamenti per il matrimonio reale alla fine dell'opera, con i fuochi d'artificio in scena fecero sensazione. Il poeta Thomas Gray scrisse a Horace Walpole:
... (nel) l'ultimo atto ... appare il Tempio di Imeneo con le luminarie; vi è una fila di fuochi azzurri che bruciano in ordine lungo la salita al tempio; una fontana di fuoco sgorga fuori dal suolo al soffitto, e altre due si incrociano obliquamente dai lati del palco; in alto vi è una ruota che gira sempre sopra e butta fuori un getto color oro, argento, blu e una pioggia di fuoco.

## Ruoli
| Ruolo                       | Voce             | Première Cast, 12 May 1736        |
| --------------------------- | ---------------- | --------------------------------- |
| Atalanta                    | soprano          | Anna Maria Strada del Pò          |
| Meleagro                    | soprano castrato | Gioacchino Conti, detto Gizziello |
| Irene                       | contralto        | Maria Caterina Negri              |
| Aminta                      | tenore           | John Beard                        |
| Nicandro                    | basso            | Gustavus Waltz                    |
| Mercurio, il dio messaggero | basso            | Henry Reinhold                    |

## Trama
LuogoGrecia
Periodoantichità
Vagamente basata sulla storia mitologica di Atalanta, l'opera è ambientata ai tempi leggendari dell'antica Grecia.

### Atto 1

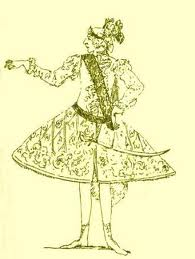
Caricatura di Gizziello, creatore del ruolo di Meleagro.

Re Meleagro di Etolia si è travestito da pastore, prendendo lo pseudonimo di Tirsi e sta godendo la sua vita in campagna, lontano dalle preoccupazioni della politica. Lui è molto innamorato della cacciatrice "Amarilli", che in realtà, a insaputa di lui, è la principessa Atalanta. Si incontra con Aminta, un vero pastore, che è disperatamente innamorato della pastorella Irene, ma quest'ultima tuttavia quando arriva, non fa altro che disprezzare Aminta. Egli dichiara di essere pronto a morire per il suo amore, ma le sarà sempre fedele.
Nicandro, padre di Irene e amico di Meleagro, dice a Meleagro che in realtà anche Irene ama moltissimo Aminta, ma vuole essere sicura che lui le sarà fedele.
La Principessa Atalanta di Arcadia compare sulla scena. Anche lei ha preso un altro nome, Amarilli, e si è ritirata in campagna travestita da cacciatrice. Ognuno si prepara per andare a caccia, ma Atalanta non permetterà a Meleagro di restare al suo fianco durante la caccia, anche se lei è davvero innamorata di lui. Quando un cinghiale arriva correndo fuori dal bosco, Aminta cerca di gettarsi sulla sua strada, così sconvolto com'è dall'apparente rifiuto di Irene, ma gli altri lo impediscono. Atalanta uccide il cinghiale e gioisce nel suo trionfo.

### Atto 2

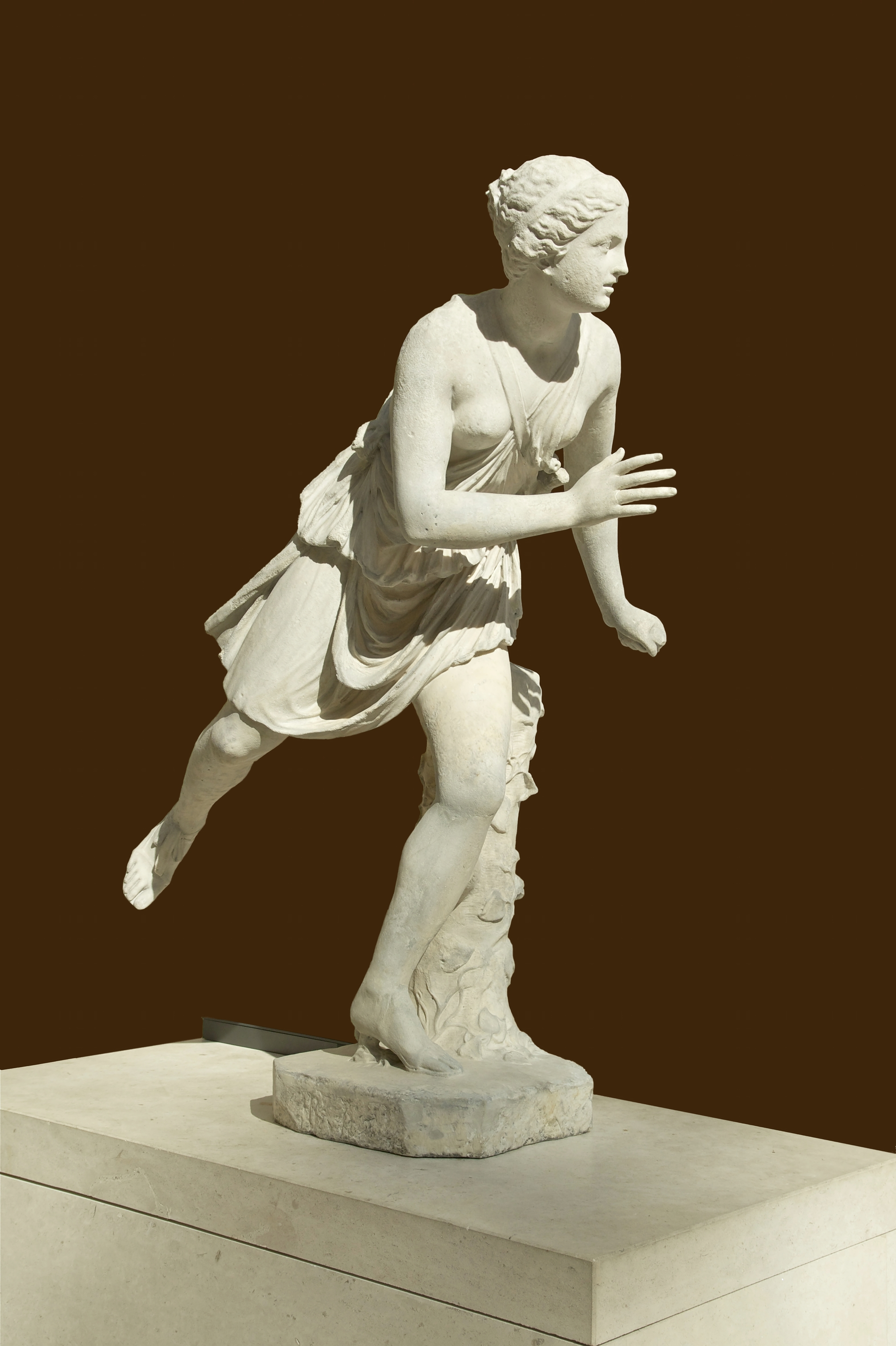
Atalanta

Tutti celebrano il trionfo di Atalanta che ha ucciso il cinghiale, ma lei si sente triste perché è innamorata di "Tirsi". Tuttavia una principessa in incognito come lei, non può sposare un semplice pastore come "Tirsi", che lei non si rende conto essere in realtà il re Meleagro, sotto mentite spoglie anche lui. Meleagro ode la sua meditazione su questo sfortunato stato di cose e cerca allora di farle capire qual è la proprià identità, ma sono entrambi terribilmente timidi e quindi non riescono a chiarire le cose. Irene finge di essere innamorata di Meleagro, ma sta solo cercando di tormentare ulteriormente Aminta. Meleagro dà ad Irene un nastro e le chiede di darlo ad Atalanta e dirle quanto la ama.
Irene ostenta il nastro che le ha dato Meleagro per Atalanta, fingendosi innamorata di Meleagro: Aminta protesta per la sua crudeltà. Atalanta dà ad Aminta una freccia che gli chiede di regalare a Meleagro senza menzionare il suo nome. Meleagro sa che lei è davvero innamorata di lui ed è abbastanza allegro, ma Atalanta sente che il suo dovere le impedirà per sempre di confessare il suo amore per lui.

### Atto 3

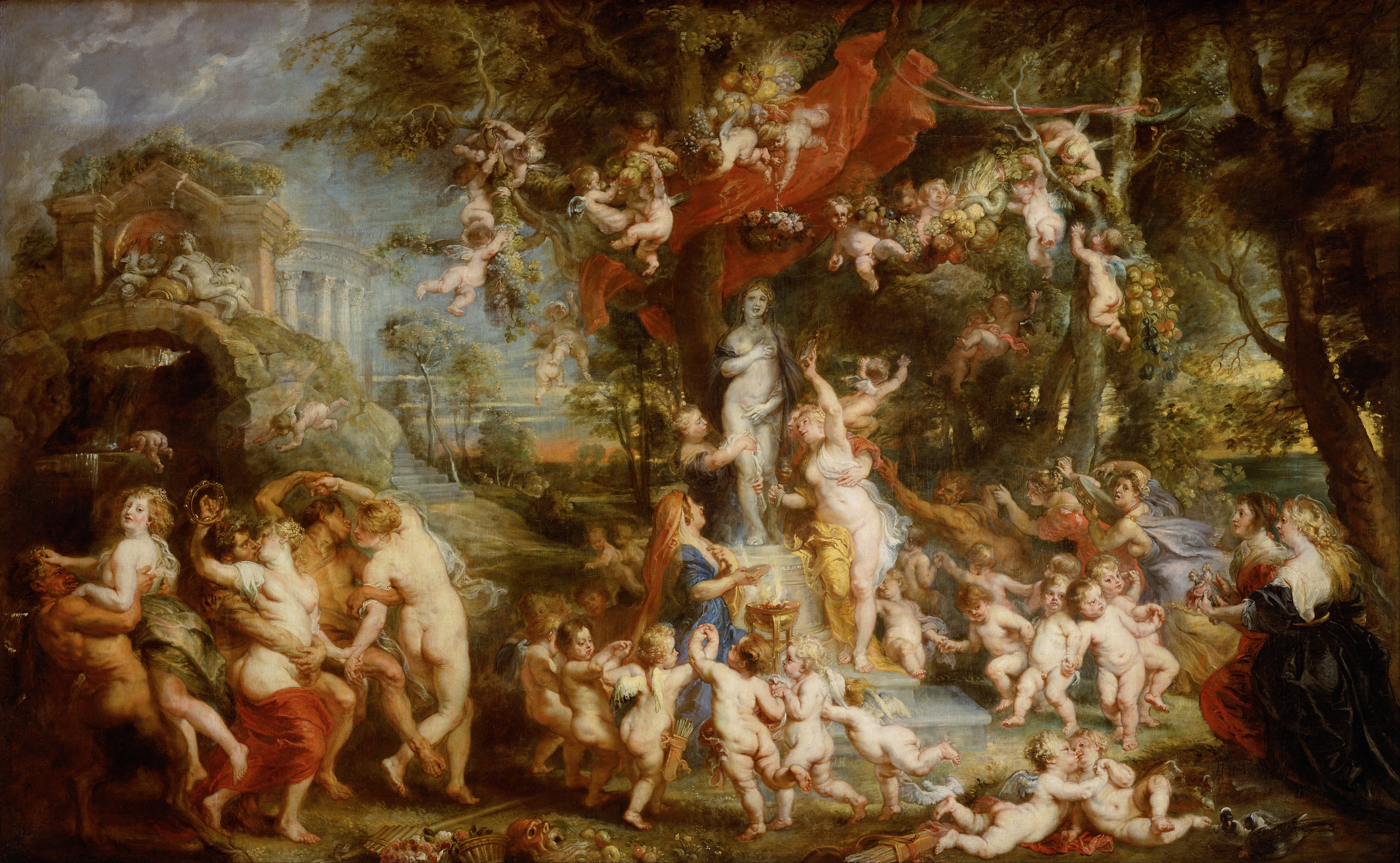
Peter Paul Rubens - La Festa di Venere.

Irene si presenta ad Atalanta con il nastro che le ha dato Meleagro. Atalanta è commossa e manda a dire a Meleagro che egli può imparare tutto su di lei tramite Aminta.
Irene poi incontra Aminta, che decide di darle un po' della sua stessa medicina ostentando la freccia che Atalanta gli ha dato da offrire a Meleagro. Aminta dice che Atalanta gli ha dato la freccia, perché lei è follemente innamorata di lui ed egli pure l'ama. Irene è furiosa e Meleagro, che è stato a guardare e ad ascoltare tutto questo inosservato, si dispera. Irene confessa che lei è stata innamorata completamente di Aminta; Meleagro, lasciato solo ed esaurito da tutto questo tumulto di emozioni, si addormenta.
Atalanta entra, riflettendo sulla strana coincidenza che il nastro inviato a lei da parte del pastore "Tirsi" sembra come il nastro che appartiene al re Meleagro. Meleagro si sveglia e Atalanta non può trattenersi oltre: ammette di amarlo e si abbracciano.
Nicandro, Irene e Aminta entrano: Irene e Aminta hanno risolto tutto e ammettono che si amano. Nicandro dice al pastore "Tirsi" che la cacciatrice "Amarilli" è in realtà la principessa Atalanta e Atalanta che "Tirsi" è in realtà il re Meleagro. Ora nulla può arrestare il loro matrimonio ed entrambe le coppie sono gioiose.
I cieli si aprono e Mercurio, messaggero dello stesso Giove, scende su una nuvola, circondato da putti e Grazie. Mercurio porta la benedizione di Giove sulla coppia reale, assicurando loro felicità personale e l'amore della loro gente. L'opera si conclude con festeggiamenti generali, feste, ed uno spettacolo di fuochi d'artificio.

## Caratteristiche musicali
L'opera inizia con un'ouverture festosa con parti per due trombe, che non devono suonare di nuovo fino alla licenza finale. Una "licenza" o aria "licenza" o finale in un'opera era un pezzo in cui i cantanti abbandonavano il loro personaggio per lodare le personalità reali presenti tra il pubblico, una caratteristica di varie opere tra cui Orfeo ed Euridice di Gluck. Nonostante la natura in genere leggera e celebrativa del pezzo, la musica di Händel esplora anche i momenti più profondi del tumulto emotivo dei vari personaggi.
La partitura è scritta per due oboi, fagotto, due corni, tre trombe, timpani, archi e gli strumenti del basso continuo (violoncello, liuto, clavicembalo).

## Storia delle esecuzioni

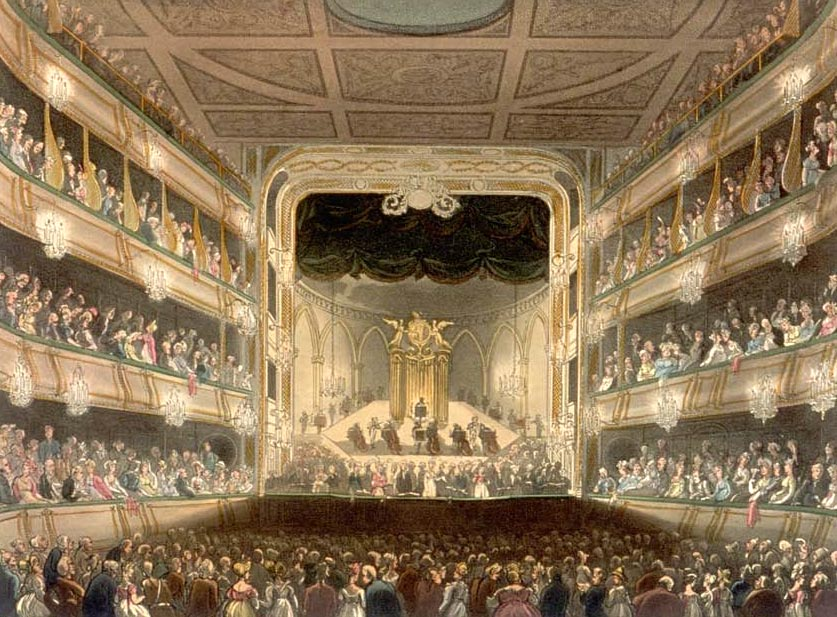
Interior, Theatre Royal Covent Garden dove Atalanta fu eseguita per la prima volta.

Atalanta ricevette una buona accoglienza al suo debutto e fu replicata altre sette volte in quella stagione. Nella nuova stagione, quell'autunno, fu ripresa "per Ordine delle loro Altezze reali il Principe e la Principessa del Galles". Infatti il lavoro era stato scritto per le celebrazioni del loro matrimonio ed ora finalmente sarebbero venuti a vederlo. L'amico di Händel Thomas Harris scrisse in una lettera al protettore di Händel, Lord Shaftesbury, che la coppia reale era venuta soprattutto per vedere i fuochi d'artificio, che non erano così spettacolari com'erano stati nelle prime esecuzioni, dicendo che Atalanta:
La partitura di Atlanta, venduta in abbonamento, fu l'edizione a stampa di maggior successo in termini di numero di copie vendute, di una qualsiasi delle opere di Händel in tutta la sua vita.
Scritta come un pezzo d'occasione per celebrare un matrimonio reale, Atalanta non fu più eseguita per intero dalla ripresa del novembre 1736 fino al 1970 a Londra, anche se un arioso dal lavoro, "Care selve", è diventato popolare fuori dal contesto e viene spesso cantato nei concerti e nelle registrazioni. Con il crescente interesse a partire dagli anni 1960 nella musica barocca ed il concetto di Historically informed performance, l'intera opera viene ora eseguita più spesso. Tra le altre produzioni, Atalanta è stata eseguita al London Handel Festival nel 2008 e dalla Cambridge Handel Opera nel 2013.

## Registrazioni
- Katalin Farkas (Atalanta), Eva Bartfai-Bárta (Meleagro), Eva Lax (Irene), János Bandi (Aminta), József Gregor (Nicandro), László Polgár (Mercurio), Capella Savaria, Nicholas McGegan, direttore (1985). Hungaroton HCD 12612-14-2
- Dominique Labelle, soprano, Susanne Rydén, soprano, Cecile van de Sant, mezzosoprano, Michael Slattery, tenore, Philip Cutlip, baritono, Corey McKern, baritono, Philharmonia Chorale, Philharmonia Baroque Orchestra, Nicholas McGegan, direttore. Registrato nel 2005. CD della Philharmonia Baroque Orchestra.